# Ronde van de Toekomst 1968
De Ronde van de Toekomst 1968 (Frans: Tour de l'Avenir 1968) werd gehouden van 13 tot en met 22 september in Frankrijk.

## Etappe-overzicht
| etappe     | datum        | start             | finish            | afstand      | winnaar             | klassementsleider   |
| ---------- | ------------ | ----------------- | ----------------- | ------------ | ------------------- | ------------------- |
| 1e         | 13 september | Thonon-les-Bains  | Thonon-les-Bains  | 144 km       | Michel Coulon       | Michel Coulon       |
| 2e deel a  | 14 september | Thonon-les-Bains  | La Chaux-de-Fonds | 211,5 km     | Davide Boifava      | Davide Boifava      |
| 2e deel b  | 14 september | La Chaux-de-Fonds | La Chaux-de-Fonds | 8 km (pt)    | Frankrijk           | Davide Boifava      |
| 3e         | 15 september | La Chaux-de-Fonds | Mulhouse          | 149 km       | Peep Jöffert        | Davide Boifava      |
| 4e         | 16 september | Mulhouse          | Vesoul            | 185,5 km     | Giannino Bianco     | Davide Boifava      |
| 5e         | 17 september | Belfort           | Gérardmer         | 190 km       | Alain Vasseur       | Michel Coulon       |
| 6e         | 18 september | Gérardmer         | Épinal            | 47,2 km (it) | Jean-Pierre Boulard | Jean-Pierre Boulard |
| 7e         | 19 september | Épinal            | Verdun            | 118,5 km     | Frans Mintjens      | Jean-Pierre Boulard |
| 8e         | 20 september | Verdun            | Vielsalm          | 189 km       | Lucien Van Impe     | Jean-Pierre Boulard |
| 9e         | 21 september | Vielsalm          | Forbach           | 210 km       | Alain Vasseur       | Jean-Pierre Boulard |
| 10e deel a | 22 september | Forbach           | Champigneulles    | 93,5 km      | Roger De Vlaeminck  | Jean-Pierre Boulard |
| 10e deel b | 22 september | Champigneulles    | Nancy             | 16,1 km (it) | Roger De Vlaeminck  | Jean-Pierre Boulard |

## Eindklassementen

### Algemeen klassement
| rang | renner                | land        | tijd        |
| ---- | --------------------- | ----------- | ----------- |
| 1    | Jean-Pierre Boulard   | Frankrijk   | 41u 34' 46" |
| 2    | Robert Bouloux        | Frankrijk   | op 9' 05"   |
| 3    | Jean-Pierre Parenteau | Frankrijk   | op 9' 47"   |
| 4    | Erwin Thalmann        | Zwitserland | op 11' 01"  |
| 5    | Michel Coulon         | België      | op 11' 12"  |
| 6    | André Wilhelm         | Frankrijk   | op 12' 26"  |
| 7    | Bernard Thévenet      | Frankrijk   | op 13' 25"  |
| 8    | Youri Mikhailov       | Sovjet-Unie | op 13' 51"  |
| 9    | Roger Gilson          | Luxemburg   | op 15' 13"  |
| 10   | Roger De Vlaeminck    | België      | op 15' 28"  |

### Puntenklassement
| rang | renner              | land      | punten |
| ---- | ------------------- | --------- | ------ |
| 1    | Roger De Vlaeminck  | België    |        |
| 2    | Michel Coulon       | België    |        |
| 3    | Jean-Pierre Boulard | Frankrijk |        |

### Bergklassement
| rang | renner              | land   | punten |
| ---- | ------------------- | ------ | ------ |
| 1    | Lucien Van Impe     | België |        |
| 2    | Englebert Opdebeeck | België |        |
| 3    | Fabrizio Fabbri     | Italië |        |

### Ploegenklassement
| rang | land        | tijd          |
| ---- | ----------- | ------------- |
| 1    | Frankrijk   | 125u 16' 11"  |
| 2    | Sovjet-Unie | op 28' 16"    |
| 3    | België      | op 39' 16"    |
| 4    | Italië      | op 1u 05' 27" |
| 5    | Zwitserland | op 1u 19' 24" |